# Oskari Routala
Frans Oskari Routala (till 1909 Rosenqvist), född 9 augusti 1880 i Björneborg, död 1 juli 1937 i Helsingfors, var en finländsk kemitekniker. 
Routala blev doktoringenjör vid tekniska högskolan i Karlsruhe 1909. Han var verksam under omkring tio år inom pappers-, bomulls-, tändsticks- och cellulosa-, samt stärkelse- och sötsaksindustrin i Finland och Tyskland som arbetare, arbetsledare, teknisk ledare och verkställande direktör, vice chef för Heidelbergs stadslaboratorium under omkring elva år samt kemist vid Tullstyrelsen i Helsingfors 1912–1917 och 1924–1928. Han utnämndes 1928 till professor i organisk kemi, speciellt träets kemiska teknologi, vid Tekniska högskolan i Helsingfors, och utbildade där en stor skara engagerade och skickliga cellulosakemister. Han utgav omkring 100 tekniska och vetenskapliga publikationer inom områdena organisk och analytisk kemi samt träkemi i inhemska och internationella tidskrifter. Han författade även fyra läroböcker från dessa områden.